# Microraptorinae
De Microraptorinae zijn een groep theropode dinosauriërs behorend tot de Deinonychosauria.
In 2004 suggereerde de Amerikaanse paleontoloog Phil Senter in het kader van een grote kladistische analyse van de Dromaeosauridae de naam Microraptorinae te gebruiken voor een klade, monofyletische afstammingsgroep, die Microraptor, Bambiraptor en Sinornithosaurus bevatte. Hij zag daarvan af en vermeldde het begrip slechts in aanhalingstekens als "Microraptorinae" omdat hij het als problematisch zag een naam te gebruiken met de uitgang "~inae" die traditioneel voor een onderfamilie gebruikt wordt, terwijl toekomstige analyses weleens als uitkomst zouden kunnen hebben dat de klade in een andere groep viel met dezelfde uitgang. Daarom bleef Senter maar het concept Microraptoria gebruiken dat hij al in 1999 benoemd had. 
In 2005 meende Paul Sereno echter dat een voldoende slimme, want andere groepen uitsluitende, definitie dit bezwaar zou kunnen ondervangen en benoemde alsnog een klade Microraptorinae, met als definitie: de groep bestaande uit Microraptor zhaoianus (Xu et al. 2000) en alle soorten nauwer verwant aan Microraptor dan aan Dromaeosaurus albertensis (Matthew and Brown 1922), Velociraptor mongoliensis (Osborn 1924), Unenlagia comahuensis ( Novas and Puerta 1997) of de huismus Passer domesticus (Linnaeus 1758). Het lag in Serenos bedoeling dat de inhoud van het begrip identiek zou zijn aan dat van Senter, die hij in zijn publicaties ook als auteur vermeld. De term is veel gebruikelijker geworden dan Microraptoria.
Over de positie van de groep binnen de Dromaeosauridae en de soorten die tot haar behoren, bestaat nog veel onzekerheid. Sommige analyses geven haar als de zustergroep van de Unenlagiinae die dan samen een klade zouden vormen die weer de zustergroep vormt van een klade die de Velociraptorinae en de Dromaeosaurinae omvat. Dat Bambiraptor tot de groep zou behoren, is niet de uitkomst van de laatste analyses; een waarschijnlijke andere kandidaat is Graciliraptor en in 2009 werd Hesperonychus benoemd als microraptorine. Verder is er nog Cryptovolans, een mogelijk synoniem van Microraptor. Ook de fragmentarisch bekende vorm Shanag wordt wel als een mogelijke microraptorine gezien.
De bekende vormen stammen uit het Krijt: van het Valanginien van China (140 miljoen jaar oud) tot het Campanien van Noord-Amerika (Hesperonychus, 75 miljoen jaar oud).
De groep bestaat uit kleine warmbloedige roofsauriërs met een verenkleed en, voor zover bekend, functionele vleugels waarmee ze konden vliegen of althans een glijvlucht maken. Ze kunnen een geval zijn van convergente evolutie of parallelle evolutie, indien ze dit vermogen afzonderlijk van de vogels hebben ontwikkeld,  maar ze zouden ook een aanwijzing kunnen zijn dat de laatste gemeenschappelijke voorouder van de Eumaniraptora, de groep waartoe de vogels en de Deinonychosauria behoren, een kleine vliegende vorm was, zoals al voorspeld door Gregory S. Paul in 1988.